# Juan Bautista de Guzmán Orante

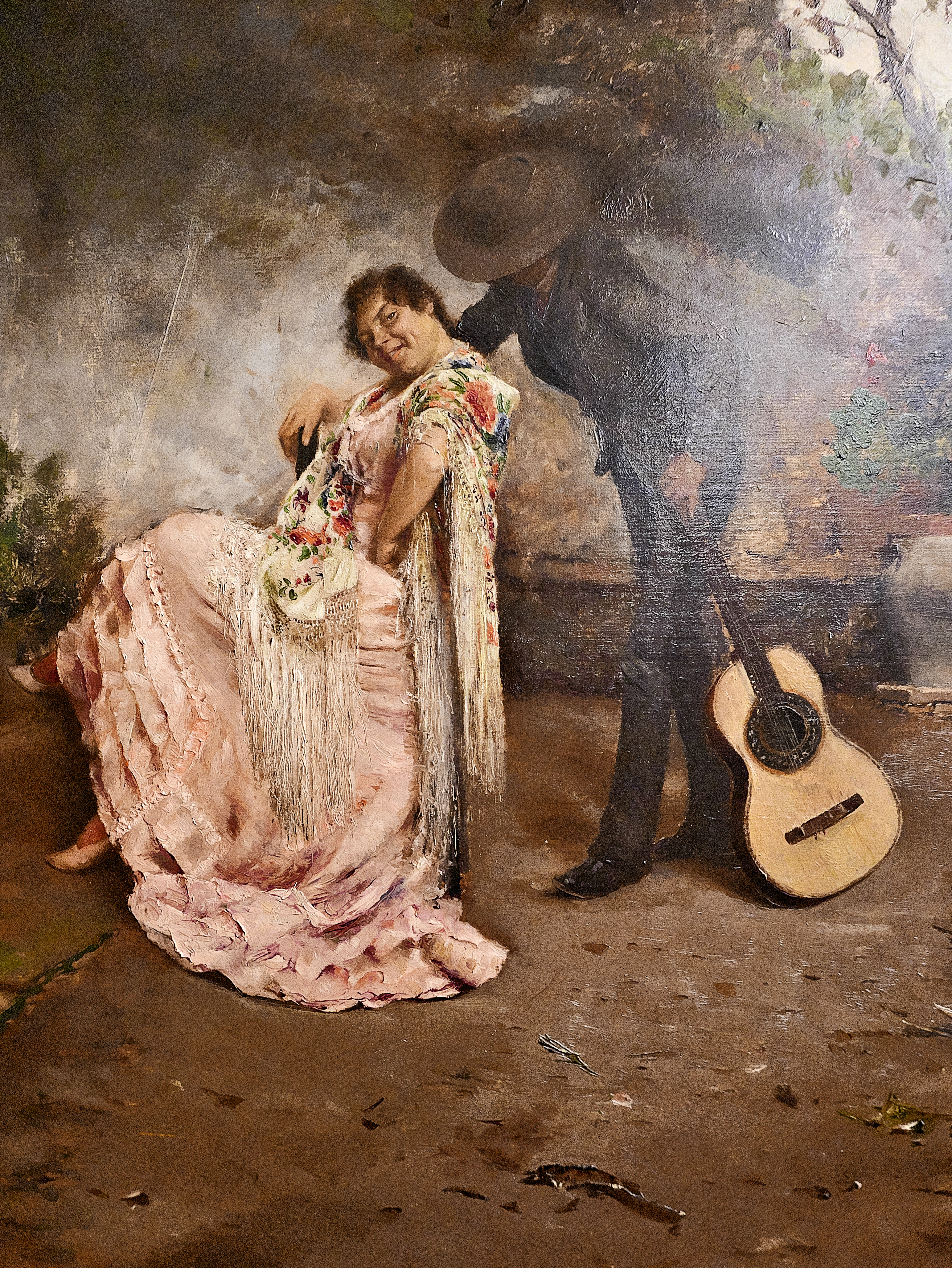
Pelando la Pava (1879), detalle

Juan Bautista de Guzmán Orante (Granada, 1850 - Barcelona, 12 de septiembre de 1898) fue un pintor español nacido en Granada, pero afincado desde pequeño en Málaga. Tras trasladarse a Barcelona, participó en la Exposición de Bellas Artes de esta ciudad en los años 1888, 1891 y 1896, presentando las obras Jardín, Un camino equivocado, Una familia húngara implorando la caridad , A burro muerto la cebada al rabo y Sensibilidad. Su obra puede encuadrarse dentro del costumbrismo andaluz, representando frecuentemente escenas populares de toreros, campesinos, tabernas y patios de Granada.